# Славсько-Дольне
Славсько-Дольне (пол. Sławsko Dolne, нім. Kaisersthal) — село в Польщі, у гміні Стшельно Моґіленського повіту Куявсько-Поморського воєводства.
Населення — 349 осіб (2011).
У 1975-1998 роках село належало до Бидгощського воєводства.

## Демографія
Демографічна структура станом на 31 березня 2011 року:
|          | Загалом | Допрацездатний вік | Працездатний вік | Постпрацездатний вік |
| -------- | ------- | ------------------ | ---------------- | -------------------- |
| Чоловіки | 156     | 17                 | 126              | 13                   |
| Жінки    | 193     | 50                 | 107              | 36                   |
| Разом    | 349     | 67                 | 233              | 49                   |